# معركة وادي الذئاب
معركة وادي الذئاب أو كارثة وادي الذئاب عند الإسبان (بالإسبانية: Desastre del Barranco del Lobo)‏، هي عملية عسكرية ناجحة قام بها ثوار الريف المغربي ضد القوات الإسبانية في وادي الذئاب بالقرب من مليلية - المغرب الإسباني يوم 27 يوليو 1909. وقد تكبدت فيها القوات الإسبانية بخسائر فادحة بالأرواح. وتعتبر تلك المعركة جزء من حرب مليلية الثانية.

## البداية
قررت الحكومة الاسبانية في أوائل القرن 20 فرض هيمنتها على المغرب واستعادة هيبتها التي فقدتها في كارثة 98 مع الولايات المتحدة. لهذه الغاية تمسكت بإعلان لندن 1904 الذي أسند إلى إسبانيا مهمة تقديم المساعدة إلى المغرب لتنفيذ إصلاحات عسكرية واقتصادية وإدارية التي كانت هناك حاجة ماسة إليها. في هذا الوقت كانت القبائل المحيطة بمليلية يحكمها مولاي محمد المعروف باسم بوحمارة المطالب بعرش المغرب الذي ادعى أنه شقيق السلطان عبد العزيز، فقامت شركة إسبانية (الشركة الإسبانية للمناجم في الريف) وشركة فرنسية بمفاوضته لاستغلال المناجم، فباع في سنة 1907 مناجم قلعية ومنجم وكسان لشركة إسپانية ومنجم إحرشيون لشركة فرنسية لمدة تسعة وتسعين سنة مقابل خمسة ملايين من البسيطات، وكان جنود بوحمارة هم الذين يحرسون العمال الذين يشتغلون في تلك المناجم. إلا ان تلك المفاوضات والتنازلات جعلت من القبائل الذين دعموه سابقا تنظر إليه بعين الخيانة فهاجموه يوم 8 أغسطس 1908، لكن هجومهم هذا لم يُفلح خاصة وأن الأرض التي حاولوا اقتحامها كانت مليئة بالألغام التي تفجرت فيهم؛ وبالرغم من ذلك فلم تكن هناك أي إصابات. توترت الأوضاع جدا، فحاول مولاي محمد الفرار مخافة من أن يمسكه رجال القبائل؛ لكنه فشل في هروبه فأُرسل إلى فاس حيث حكم عليه بالسجن، وقضى العقوبة في سجن بمدينة فاس إلى أن وافته المنية هناك.
ترك موت بوحمارة إسبانيا بدون محاور مع سكان الريف وأصبح الوضع أكثر توتراً. فطلب الجنرال مارينا القائد العام لمليلية من الحكومة التعليمات والتعزيزات، حيث القوات التي معه لا يمكن أن تستمر في حفظ الأمن وبالتالي تأمين استمرار عمليات التعدين. ولكن الحكومة طلبت منه الهدوء وأن لا يفعل شيئا. أي إنه حظر عليه أي عمل عسكري، ثم خول في 7 يونيو 1909 لشركات التعدين مواصلة عملها. ولكن الهدوء لم يدم طويلاً، فبدأ علماء الدين في نهاية يونيو بتحريض القبائل المحيطة بمليلية على الجهاد. ولمواجهة رفض الحكومة للسماح بالاحتلال بتحصين المواقع التي يمكنها الدفاع عن العمال من هجوم محتمل من ثوار الريف، أمر مارينا برحلة استكشافية إلى تلك القبائل، فكل ما حصل عليه هو اعتقال ستة محرضين فأرسلهم إلى مليلية، فكانت تلك الاعتقالات هي السبب في اندلاع الانتفاضة.

## أحداث يوليو
في صباح يوم 9 يوليو 1909 بدأ الثوار الريفيون وهم من قبائل قلعية وكبدانة وبعضهم من وسط وغرب الريف، تحت قيادة الشريف أمزيان (من بني بويفرور) بالهجوم على مليلية من مواقعهم بالقرب من جبل كوروكو، فهاجموا عمال بناء السكة الحديد الاسبان الذين كانوا يبنون جسر لسكك الحديد والتعدين فوق واد سيدي موسى، مما أسفر عن مقتل ستة منهم وإصابة واحد، فتمكن الآخرون من الفرار والعودة إلى مليلية باستخدام قاطرة تابعة لشركة شمال أفريقيا. فتسبب ذلك بتوتر في المدينة التي يقطنها 12 ألف والتي لم تعش أجواء حرب منذ حرب الريف (1893) فحركت مليلية حاميتها حيث انهت في فترة ما بعد الظهر من احتلال عدة مواقع على طول الطريق مثل سيدي موسى وسيدي اميت وسيدي علي حتى وصلت قريبا من الناظور على بعد 9 كم من حدود مليلية. تسببت العملية بأربعة قتلى و 25 جريحًا بين الجيش الإسباني. وكانت إحدى العمليات العسكرية التي قامت بها البحرية الإسبانية هي قصفها من البحر لأكواخ القرى الواقعة على الساحل من أجل منع أهالي الريف من الانضمام إلى الحملة العسكرية التي يقودها محمد امزيان، بالإضافة إلى تدمير القوارب الصغيرة التي تجلب الأسلحة من غرب الريف.
وفي 10 يوليو قررت حكومة أنطونيو ماورا الإسبانية تعبئة ثلاث كتائب، وأرسلت ثلثهم على الفور. وشمل أمر التعبئة دعوة جنود الاحتياط من حصص 1902 إلى 1907، والكثير منهم من الآباء ولديهم زوجات وأطفال، تسبب ذلك في حوادث عند شحن القوات من ميناء برشلونة في 18 يوليو. ومحطة ميديوديا بمدريد في 21 يوليو، وانطلقت موجة من الاحتجاجات في أماكن كثيرة. وجرى إضراب عام في 26 يوليو وكانت خطيرة في برشلونة ومدن أخرى بكاتالونيا حيث جرت أحداث الأسبوع المأساوي بين الاثنين 26 يوليو والأحد 1 أغسطس.

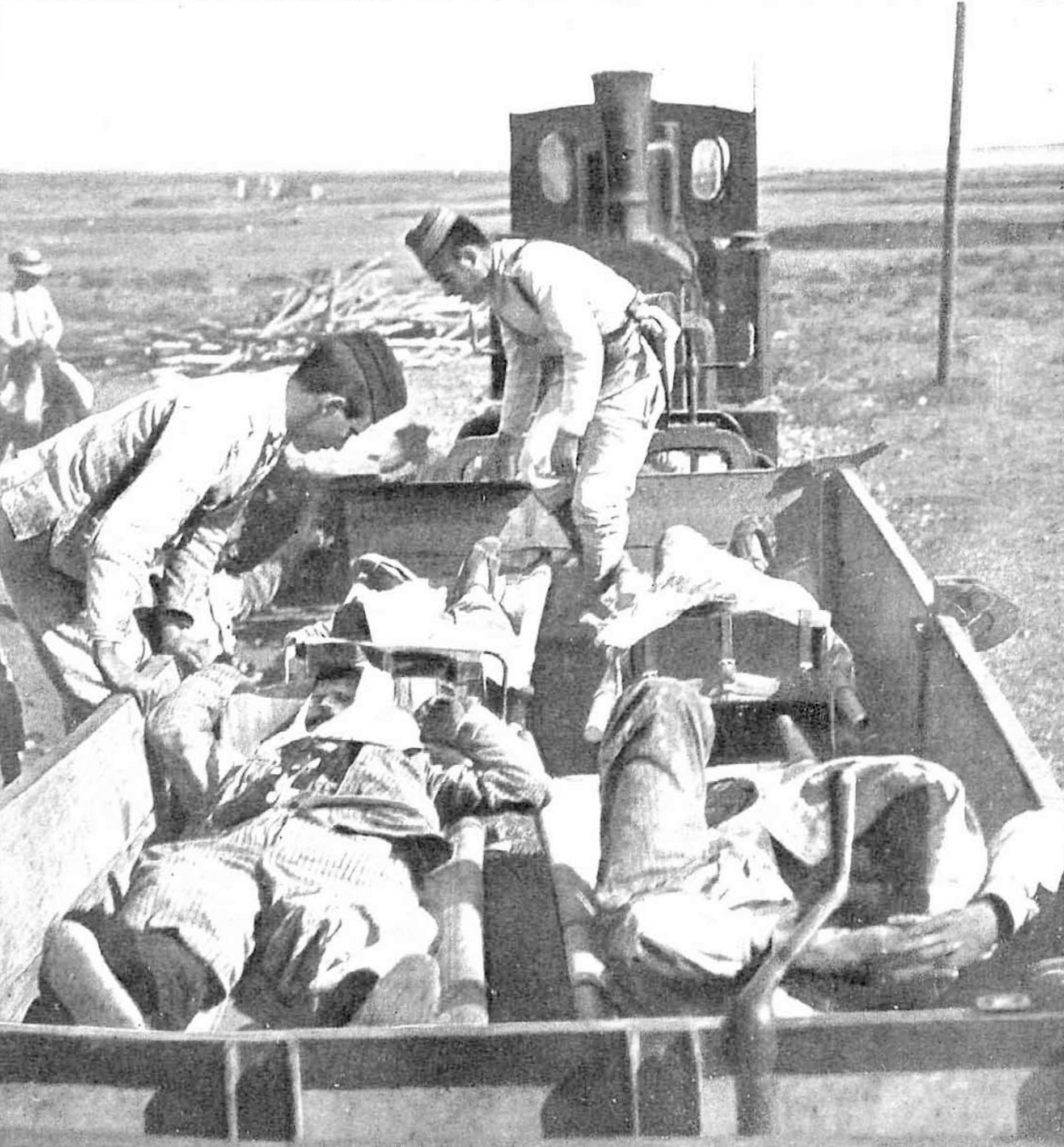
جرحى الحرب الذين نُقلوا في سكة حديد تعدين ، نُشرت في مجلة Nuevo Mundo في 29 يوليو 1909.

جرت في الأيام التالية صدامات مع القناصة المختبئين في المرتفعات التي تطل على المواقع الإسبانية. وفي يوم ال16 يوليو وصلت قوات التعبئة إلى مليلية، وبدأت الصدامات في يوم 18 يوليو، حيث جرت أول معركة كبرى مكان على جبل سي أحمد الحاج، عندما هاجمت القبائل المواقع الإسبانية البعيدة من مليلية مثل سيدي اميت وسيدي علي. ثم انطلقت صدامات أخرى في 20 يوليو فهاجم رجال القبائل مراكز الإسپان بناحية سيدي موسى، واستمر الحال هكذا إلى ليلة 21 من يوليو. فوصلوا في هجومهم إلى الأسلاك الشائكة التي يحصن الإسبان بها مراكزهم العسكرية، فكانت بين الفريقين معركة عنيفة تمكن الإسبان من ردعه ولكن قتل منهم 33 جنديا وجرح منهم 61. ثم بدأت الهجمات تقترب من مليلية يوم 22، ولوقف تقدم الثوار أمر الجنرال مارينا بتركيز نيران المدفعية على تمواقع تجمع المهاجمين. وتحسبا للهجوم على مليلية انزل طابور كامل من ست سرايا مشاة وقسم من مدافع الهاوتزر في محيط المدينة بقيادة العقيد الفاريز كابريرا. وبمبادرة منه أمر بمسيرة ليلية نحو آيت عيشة، فتخبط طوال الليل حتى الفجر حيث وجد نفسه في وادي عفر، وقد أهلك القناصة في المرتفعات الكثير من رجاله. هذه الحماقة كلفت العقيد حياته ومعه 26 قتيلا و 230 جريح تقريبا. ومع ذلك فقد تم تحقيق الهدف بإبعاد الثوار من مواقعهم وجعلهم يتراجعون.
وصلت حصيلة القتلى الإسبان في 23 يوليو إلى نحو 300 قتيل. وسبب تلك المجزرة هو قرار خاطئ لرتل قوة الدعم الذي شكل من حوالي 50٪ من قوات التدخل السريع في كاتالونيا التي ينبغي أن تحفظ في المواقع المتقدمة احتياطا، ولكن بدأ الهجوم لم يكن هناك تفويض لازم أو الإعداد الكامل ولا الدعم. شملت تلك الحماقة الأرتال الأخرى التي جاءت لمساعدته وذلك لعدم وجود قوات احتياط، فسقطت أول كتيبتين (بارباسترو وفيجويراس) من اللواء الأول مختلط في نفس اليوم التي قدمت فيه من مدريد عبر ملقة.فقد كان هناك 69 قتيلاً و 226 جريحًا.
وبعدها بأربعة أيام أي في ليلة 26-27 يوليو تمكن الثوار الريفيون من إزالة حوالي 300 متر من خط سكك الحديدية المبنية على الكيلومتر 3، فأتت قافلة تموين وإصلاح الطريق من مليلية تحت حماية رتلين، واحدة بقيادة العقيد فرنانديز كويستا معه ست سرايا، خمسة من اللواء الثاني مختلط وسرية من الأفريقي، والرتل الآخر بقيادة الجنرال بنتوس ومؤلف من كتائب اللواء مدريد الأول مختلط ومعه العديد من السرايا القادمة توا. وسار الرتل الثاني عبر تضاريس غير مواتية فتاه في طريقه منحرفا يمينا، وذهب عميقا في وادي الذئاب. هناك تعرضت قواته لنيران كثيفة من كمين لمقاتلي الريف الذين لا يزالون يتحصنون في المرتفعات. وقد ارتكب الجنرال خطأً جسيما في محاولته الانسحاب دون دعم من المدفعية، مما سبب خسائر خطيرة للغاية. ونظرا لخطورة الوضع تولى الجنرال مارينا القيادة ونظم انسحاب تكتيكي بحماية المدفعية وقوات الدعم. تسبب هذا الكمين في مقتل أكثر من 100 شخص ومن ضمنهم الجنرال بنتوس الذي كان مسؤولاً عن الحملة وما يقرب من 600 جريح. ووفقا للمؤرخ ماريا روزا دي مادارياغا: 153 قتيل (17 من القادة والضباط و 136 من الجنود) وجرح 599 (35 من القادة والضباط و 564 من الجنود).

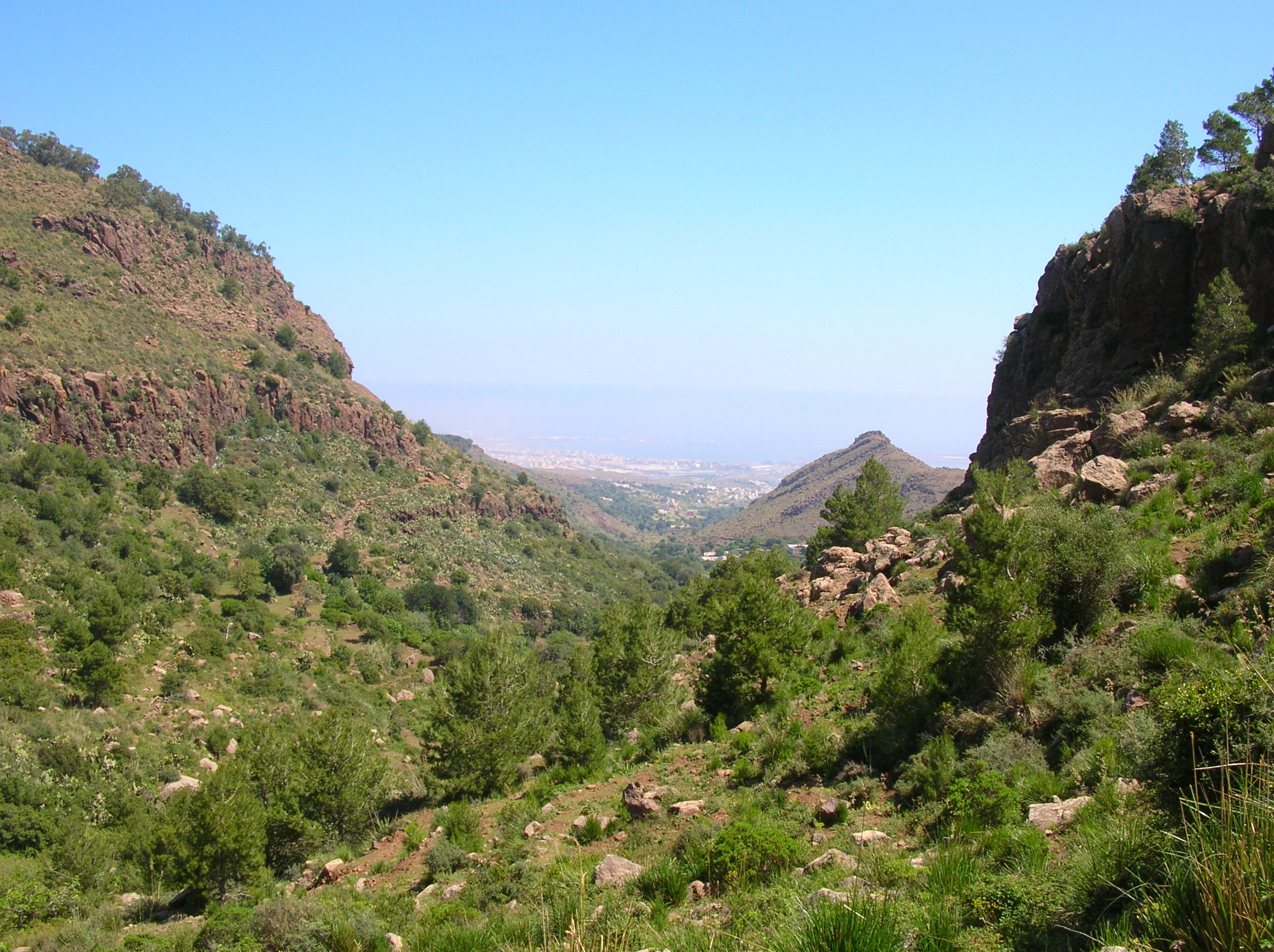
منظر لوادي الذئاب ويمكن رؤية مليلية خلفها.

## الخاتمة
ونظراً لخطورة الأحداث فقد تقرر تعليق جميع العمليات الحربية والاستمرار في تعزيز الوحدات الإسبانية في مليلة، التي ضمت حتى منتصف أغسطس أكثر من 35,000 رجل وعدد كبير من قطع المدفعية والذخيرة. ثم بدأ الإسبان بالقتال مرة أخرى نهاية أغسطس، رغم أنهم الآن من موقع السيطرة الواضحة، مما أدى إلى فرض التهدئة الكاملة للمنطقة بحلول نهاية العام.
اعتبرت معركة وادي الذئاب -ويسميها الإسبان بالكارثة- بالإضافة إلى معركة أنوال سنة 1921 واحدة من أكثر هزائم الإسبان دموية في حروبهم الاستعمارية في شمال أفريقيا. ومع ذلك وعلى الرغم من الخسائر في الأرواح إلا أن أهدافها اكتملت وابعدت ثوار الريف عنها.